# Bandera d'Austràlia Meridional

Insígnia d'Austràlia Meridional.

La bandera d'Austràlia Meridional es basa en el pavelló blau britànic que carrega al vol un disc daurat, que representa el sol naixent, dins el qual hi ha amb una garsa australiana, ocell oficial de l'estat, amb les ales desplegades i sobre una branca d'eucaliptus. L'emblema és el mateix que apareix a l'escut d'armes de l'estat, i el dibuix de l'ocell es basa ara en dos dibuixos, un de Robert Craig el 1904 i un de Harry P, Gill el 1910. La bandera fou adoptada oficialment pel govern de l'estat el 13 de gener de 1904.

## Colors
La bandera utilitza els mateixos colors que el pavelló blau britànic més l'afegit de l'emblema.
| Model de color | Vermell     | Blanc         | Blau marí  | Groc        | Negre           |
| -------------- | ----------- | ------------- | ---------- | ----------- | --------------- |
| Pantone        | 186C        | Blanc         | 280 C      | 137 C       | Neutral Black C |
| RGB            | 228, 0, 43  | 255, 255, 255 | 1, 33, 105 | 255, 164, 0 | 35, 31, 32      |
| CMYK           | 0-100-81-11 | 0-0-0-0       | 99-69-0-59 | 0-36-100-0  | 0-11-8-86       |
| HTML           | #E4002B     | #FFFFFF       | #012169    | #FFA400     | #231F20         |

## Proposta de nova bandera
El 29 d'octubre de 2016, a la conferència del Partit Laborista d'Austràlia Meridional, branca del Partit Laborista Australià, es va aprovar una moció per adoptar una nova bandera estatal "més multicultural". El govern estatal no va fer cap moviment en aquest sentit abans que els laboristes perdessin el càrrec a les eleccions estatals del 2018.

## Banderes històriques
La primera bandera d'Austràlia Meridional es va adoptar el 1870, sent també un pavelló blau britànic carregat al vol amb un disc negre que contenia la Creu del Sud més els dos estels Alfa i Beta Centauri. S'utilitzà de 1870 fins 1876.
El 1876 va adoptar una nova bandera. Modificant-no només l'emblema. El disseny d'aquest era una interpretació artística de l'arribada de Britannia (una dona blanca amb vestits fluids i sostenint un escut, que representava els nous colons) trobant-se amb un aborigen assegut en una costa rocosa i que sosté una llança. Sembla que un cangur està tallat a les roques del fons. Estigué en vigor fins al 1904.

Bandera de 1870-1876
Bandera de 1876-1904

## Altres banderes

Estendard del governador (1870–1876)
Estendard del governador (1876–1904)
Estendard del governador (1904–1975)
Estendard del governador (1975-avui dia)